# A la Nación
A la Nación es un manifiesto de Ramón Cabrera del año de 1875.

## Manifiesto
Impreso en una sola hoja de papel, A La Nación fue escrita en París el 11 de marzo de 1875. Las intenciones del General Cabrera fueron buscar negociaciones con el gobierno de España en su tercera proclamación. Se llamó "una gran idea de Unidad" de Julio Nombela en Detrás de las trincheras: páginas íntimas de la guerra y la paz desde 1868 hasta 1876.
También se considera un reflejo de su patriotismo y puntos de vista religiosos, y su tendencia a regresar a una España con principios monárquicos.